# Karabinjeri
Karabinjeri (tal. Arma dei Carabinieri) posebna su policijska postrojba, koja je u Italiji za razliku od redovitih policijskih snaga pod zapovjedništvom vojnog, a ne policijskog stožera, utemeljeni 1814. godine kada je kraljevskim ukazom osnovan odred ljudi (pješaka i konjanika) koji je i tada, kao i danas, imao dvostruko zaduženje: braniti državu sa svim njezinim institucijama kao vojna postrojba i održavati red i mir kao policijska, s posebnim zadaćama i ovlaštenjima. 
Od osnutka karabinjeri su nosili odore zagasito modre boje upotpunjene dvorogim šeširom. Kaput u obliku fraka bio je urešen srebrnim gajtanskim ukrasima na ovratniku i manšetama, a epolete su bile i ostale srebrne boje: njihove rese su bijele za karabinjere konjičke postrojbe, a nebeskoplave za pješake.
Kao rod vojske karabinjeri su podijeljeni na divizije koje se brinu svaka za svoju oblast, a one se dalje dijele na čete (compagnie), odnosno namjesništva (luogotenenze) koje provode naloge vrhovnog zapovjedništva u jedinicama zvanima postaje (stazioni), što se poput kapilara protežu svim državnim područjem u izravnom dodiru sa stanovništvom. Takvo ustrojstvo karabinjera 1842. bilo je dopunjeno posebnom konjaničkom postrojbom koja je nekoć obnašala dužnost kraljevih tjelohranitelja, potom dužnost tjelohranitelja predsjednika Talijanske Republike, dok im je danas naziv: Karabinjerska pukovnija straže Republike (Reggimento Carabinieri Guardie della Repubblica).
Karabinjeri ponosno ističu kako su sudjelovali u svim talijanskim pobjedama u proteklih stotinu i pedeset godina. Posebice su se istaknuli u bitkama s Francuzima oko Grenoblea u srpnju 1815., a za vrijeme talijanskog preporoda ključnu su ulogu odigrali u bitci kod Pastrenga 1848., natjeravši protivnika u bijeg. Upravo im je ta bitka, kao rodu vojske, priskrbila srebrnu medalju za vojne zasluge, dok su brončana odličja zaslužena u bitkama kod Custoze, Milana, Peschiere, Sommacampagne, Staffala i Valeggia. Sudjelovali su i u Krimskom ratu 1855., dok ih se potkraj 19. stoljeća moglo vidjeti i u Eritreji kod Coatita i Senafa. Uoči I. svjetskog rata sudjelovali su u talijansko-turskom ratu, dok su u I. i II. svjetskom ratu bili gotovo na svim bojištima. Karabinjeri su sudjelovali i u svim bitkama protiv mafije i bandi. U poratnim godinama osobito na području Kalabrije, Sardinije i Sicilije.

## Povezni članci
- Žandarmerija

## Vanjske poveznice
|  | Zajednički poslužitelj ima još gradiva o temi Carabinieri |

- Arma dei Carabinieri